# Selección de waterpolo de Ecuador
La Selección de waterpolo de Ecuador es el equipo formado por jugadores de nacionalidad ecuatoriana, que representa a Ecuador en las competiciones internacionales de waterpolo.

## Estadísticas

### Juegos Panamericanos
- 2015: 8.º puesto[2]

### Juegos Suramericanos
- 2010: 6.º puesto

### Juegos Bolivarianos
- 2013: 4.º puesto

### Campeonato Sudamericano
- 2012: 6.º puesto
- 2014: 5.º puesto[3]

## Jugadores
La última convocatoria realizada para competir en los Juegos Panamericanos de 2015 consta de los siguientes jugadores:
- Andrés Benítez Pazmiño
- Edwin Carrera Mantilla
- Jean Castro González
- Carlos Heredia Viteri
- Chandler Kantelbach
- Garret Kantelbach
- Troy Kantelbach
- Kevin Mindiola Reyes
- Gabriel Morán Plúa
- Carlos Narváez Vásconez
- José Pazmiño Yépez
- Astolfo Rodríguez Loaiza
- David Valle Villamarín
- Matt Lopez
- Mateo Guerrero